# 阮登道
阮登道（越南语：／，1651年—1719年），越南后黎朝时期官员、外交官。
阮登道出生在今日北宁省的仙游县。其父名阮登明，曾中进士，官拜国子监祭酒。其伯父为探花阮登鎬，弟为阮登遵，父子四人在当时名声都很大。
16岁时中秀才，19岁时通过会试，中举人。1683年（黎熙宗正和癸亥年），阮登道参加殿试，被钦点为状元，人称状元褓（Trạng Bịu），时年三十三岁。1697年，阮登道与其父、兄弟二人一同奉命出使清朝。，因此被越南人称为「兩國狀元」。在历史上，被称为“两国状元”的只有莫挺之、阮直和他三人。